# Geurie
Geurie – miasto w Australii, w stanie Nowa Południowa Walia.